# 保利拍賣
北京保利国际拍卖有限公司，常称保利拍卖，是保利文化旗下的一家拍卖公司。该公司成立于2005年，在中国大陆的福建厦门、山东潍坊、上海有三家分公司，2012年成立的保利香港拍卖实际上直属北京保利国际拍卖的上级公司保利文化。
它与中国嘉德是中国大陆最大的两家拍卖公司，而它本身则是中國最大的國有控股拍賣公司。

## 扩展阅读
- 张周，2016，珠宝首饰拍卖与营销--以北京保利国际拍卖有限公司为例，中国地质大学硕士论文

## 外部連結
- 官方網站（页面存档备份，存于）